# 城多又兵衛
城多 又兵衛（きた またべえ、1904年（明治37年）3月30日 - 1979年（昭和54年）3月30日）は、日本の声楽家（テノール）、音楽教育者、音楽学者、作曲家。

## 経歴
三重県出身。三重県立津中学校（現・三重県立津高等学校）卒業。1929年（昭和4年）東京音楽学校卒業。1931年（昭和6年）東京音楽学校研究科修了。同年イタリアにわたり、1934年（昭和9年）までローマのサンタ・チェチーリア音楽院に学ぶ。船橋栄吉、スコラーリに師事。
1936年（昭和11年）ヴェルディ『レクイエム』で歌手デビュー。同年演奏会形式でヴェルディ『椿姫』アルフレードを歌い、のちベルリオーズ『ファウストの劫罰』や、オペラにも出演。また、1951年（昭和26年）には日比谷公会堂にてヘンデル『メサイア』ソリスト（指揮：金子登、ソプラノ：浅野千鶴子、アルト：四家文子、テノール：城多又兵衛、バス：矢田部勁吉、管弦楽・合唱：東京藝術大学）などコンサートで活躍した。
また、後述の章にあるとおり、校歌の作曲も手掛けていることが確認できる（実際の作品数はさらに多いと思われる）。指揮を務めている記録も複数見受けられる。
特に音楽教育面で傑出した業績を残しており、1942年（昭和17年）当時すでに東京音楽学校助教授。戦時中は時節柄、日本音樂文化協會理事を務めている。この後、東京藝術大学附属高等学校の校長。1956年（昭和31年）まで東京藝術大学音楽学部声楽科教授。同年、愛媛大学教育学部教授。大阪大学教授、京都学芸大学教授を歴任、退官後も上野学園大学、作陽短期大学、昭和音楽短期大学などで教えた。ソルフェージュ教育などにつくすとともに、優れた門下生を育成している。とりわけ伊藤京子と中澤桂という戦後日本を代表する両ソプラノを育てていることは特筆すべきであろう。他にも、坂本博士、石井健三なども城多の門下生である。声楽家個人を育成するだけでなく、教科書や指導書の編纂等も数多く手掛け、音楽教育に関する論文・寄稿等を旺盛に執筆しており、楽界全体への貢献もきわめて大きい。さらには、戦前から発声法の専門家として研究につとめ、1964年（昭和39年）には須永義雄（音声生理学者）、柴田睦陸とともに発起人となり「発声指導法研究会」を設立。同会は1971年（昭和46年）に「日本声楽発声学会」と改称され2020年（令和2年）現在も続いている。また、日伊協会理事も務めている。
1979年（昭和54年）3月30日死去。75歳没。
なお、没後『音楽芸術』誌（音楽之友社）の同年5月号に「えにし深き恩師 城多又兵衛先生を偲んで」と題して坂本博士の追悼文、および『音楽の友』誌（音楽之友社）の同年5月号に「城多又兵衛先生を悼む」と題して河本喜介の追悼文の寄稿がされた。

## 作曲作品
※Webで存在が確認できたもののみを記した。
- 千葉県野田市立福田第二小学校校歌（作詞：山田省三）[9]
- 東京都文京区立千駄木小学校校歌（作詞：勝承夫）[10]
- 山梨県南都留郡西桂町立西桂中学校校歌（詩：小野田清波）[11]
- 三重県立白子高等学校校歌（作詞：山口誓子）[12]
- 高田学苑歌（私立高田中・高等学校、三重県）（作詞：常磐井堯祺）[13]
- 三重県津市立一身田中学校校歌（作詞：別所三郎）[14]
- 秋田県仙北市立神代中学校校歌（作詞：竹内瑛二郎）[15]
- 千葉県柏市立柏中学校校歌（作詞：臼井守）[16]
- 愛媛県松山市立八坂小学校校歌（作詞：村上文恵）[17]

## 書籍等
国立国会図書館デジタルコレクションなどから当該資料を検索して整理して掲載した。

### 著書
- 譜の読み方から歌曲の歌い方へ 音楽之友社 1956年

### 共編
- 一 － 六年生の唱歌 小松耕輔、井上武士、堀内敬三、下總皖一、小出浩平共編 1948年 音樂之友社
- 音楽図説 城多又兵衛・千蔵八郎共著 図説全集 1955年 岩崎書店
- ピアノによる総譜のひき方 城多又兵衛・千蔵八郎共著 1976年 全音楽譜出版社[19]

### 寄稿・論文等
- 月刊楽譜.21(2)、2月號(月刊楽譜発行所、1932-02-01)ローマ王室劇場を見る/城多又兵衞
- 月刊楽譜.22(1)、1月號(月刊楽譜発行所、1933-01-01)アウグステオ及サンタチェチリア奏樂堂のプログラム/城多又兵衛
- 音楽世界.4(4)(音楽世界社、1932-04)ローレライの總練習を見る/城多又兵衛
- 婦人之友.29(6)(婦人之友社、1935-06)ソルフェージについて/城多又兵衞
- 婦人之友.30(2)(婦人之友社、1936-02)音樂早敎育と園田淸秀氏/城多又兵衞、園田靜子、羽仁說子
- 婦人之友.30(3)(婦人之友社、1936-03)音樂早敎育と園田淸秀氏/園田靜子、城多又兵衞、羽仁說子
- 婦人之友.30(8)(婦人之友社、1936-08)夏と子供の生活をどうするか 夏休みのピアノの練習/城多又兵衞、内田茉莉子、兼松雅子、兼松信子、石原喜代子、母親たち二十名
- 婦人之友.34(2)(婦人之友社、1940-02)音樂を習ふ基礎科目ソルフェージに就いて/城多又兵衞
- アルス音楽大講座.第8巻(アルス、1939)兒童發聲法 城多又兵衛
- 国民学校芸能科音楽指導解説 日本放送協会 著(日本放送出版協会、1941)音名視唱と聽覺訓練の實際・東京音樂學校助教授 城多又兵衞
- 学校の教育と家庭の教育(わが子の教育叢書、第4巻)/竹下直之等編(帝国教育会出版部、1945)聽覺教育 東京音樂學校助教授 城多又兵衞
- 中学年教育技術.1(8)(小学館、1947-11)中學年の心理と音樂/城多又兵衞
- 音楽芸術.7(5)音楽之友社[編](音楽之友社、1949-05)東京音樂學校/城多又兵衞
- 音楽芸術.7(9)音楽之友社[編](音楽之友社、1949-09)イタリアのベル･カント唱法/城多又兵衛
- 音楽芸術.8(2)音楽之友社[編](音楽之友社、1950-02)教育について/城多又兵衛
- 音楽の友.7(4)、四月號(音楽之友社、1949-04-01)座談會 東京音樂學校の通信敎育を廻つて/下總皖一、諸井三郎、二宮徳馬、堀内敬三、城多又兵衞、小松耕輔
- 音楽の友.7(7)、七月號(音楽之友社、1949-07-01)聲樂の勉強/城多又兵衛
- 音楽の友.7(8)、八月號(音楽之友社、1949-08-01)夏休みの勉強法(其ノ二)/城多又兵衞、黑川いさ子、兎束龍夫
- 音楽の友.8(4)、四月號(音楽之友社、1950-04-01)我が校風を語る（東京藝術大學音樂部）/城多又兵衞
- 音楽の友.8(4)、臨時増刊(音楽之友社、1950-04-25)『コーリューブンゲン』から『コンコーネ』までの勉強法/城多又兵衛
- 音楽の友.8(5)、五月號(音楽之友社、1950-05-01)イタリー音樂界を語る 座談會/野村光一、城多又兵衞、鐵能子、柏熊君子
- 音楽の友.8(9)、九月號(音楽之友社、1950-09-01)朝顔--歌唱指導/城多又兵衛
- 音楽の友.8(10)、臨時増刊(音楽之友社、1950-10-30)合唱團のための發聲練習/城多又兵衞
- 音楽の友.9(6)、六月号(音楽之友社、1951-06-01)合唱指導『かいつぶり』ほか二曲/城多又兵衞
- 音楽の友.10(5)、五月特大號(音楽之友社、1952-05-01)音楽学校受験までの勉強法 あなたは音樂家になれるか－これだけのことは勉強しておかねばならない－/加藤成之、城多又兵衞、山本正人、兎束龍夫、金子登、宅孝二、聲樂科を受ける方へ/城多又兵衞
- 音楽の友.11(2)、二月号(音楽之友社、1953-02-01)〈コールユーブンゲンによる〉/城多又兵衛
- 音楽の友.11(3)、三月号(音楽之友社、1953-03-01)〈コールユーブンゲンに依る〉/城多又兵衛
- 音楽の友.11(11)、十一月特大号(音楽之友社、1953-11-01)音楽博士の窓口/兎束竜、城多又兵衛、井上武士、広岡淑生、桂近乎、声楽科受験生の勉強上の注意/城多又兵衛
- 音楽の友.15(1)、新年号(音楽之友社、1957-01-01)1.東京の巻/井上武士、城多又兵衛
- 音楽の友.15(4)、臨時増刊(音楽之友社、1957-04-15)読者相談室/永井進、青木周三、城多又兵衛、畑中更予、安川加寿子、教師へのコース/城多又兵衛
- 音楽の友.20(1)、1月号(音楽之友社、1962-01-01)コールユーブンゲン礼讃/城多又兵衛、柴田睦陸、柴田喜代子
- 音楽の友.20(8)、8月号(音楽之友社、1962-08-01)私の先生 ガエターノ・コメリー先生 リア・フォン・ヘッサート先生 城多又兵衛先生/坂本博士
- 音楽の友.21(14)(音楽之友社、1963-11)声楽 声楽のソルフェージュ/城多又兵衛
- 音楽生活.2(4)(教育出版、1951-04)當世音樂學生氣質/城多又兵衛
- 新しい教室.6(6)、6月号(中教出版、1951-06)歌うたのしさ/城多又兵衛
- 新しい教室.7(6)、6月号(中教出版、1952-06)音楽教育の思潮と実践/城多又兵衛
- 教育技術.6(7)(小学館、1951-09)音楽教育の理想/城多又兵衛
- レコード芸術.2(12)(音楽之友社、1953-12)口繪 城多又兵衛氏の再生裝置、城多又兵衞氏の電蓄を聽く--蓄音機拜見(4)/田邊秀雄
- 中学校音楽科教育事典(小学館、1953)IV もっと奥行のある教育を（城多又兵衞）
- 小二教育技術.8(12)(小学館、1956-01)特集 講座 音楽学習に素質は絶体的なものか/城多又兵衛
- 2年の学習.10(6)(学習研究社、1956-09)音楽特集 リズム きょうしつ/城多又兵衛、三浦宙一、石川仁助、藤城清治
- 教育音楽.1(3)(音楽之友社、1957-06)課題曲の歌い方と指導－高校の部/城多又兵衛
- 教育音楽.12(4)(音楽之友社、1957-04)書評 カノン合唱曲二五一 黒沢隆朝編/城多又兵衛
- 教育音楽.1(9)(音楽之友社、1957-12)四国地区/城多又兵衛、清家嘉寿恵
- 教育音楽.12(12)(音楽之友社、1957-12)全国唱歌ラジオコンクール地方予選評--昭和三十二年度--(小学校の部) 四国地区/城多又兵衛
- 教育音楽.13(12)(音楽之友社、1958-12)書評/真篠将、芥川也寸志、城多又兵衛、上村けい、黒沢愛子、属澄江
- 教育音楽.14(12)(音楽之友社、1959-12)昭和三十四年度 全国唱歌ラジオコンクール地方予選評特集〈小学校の部〉〈四国地方〉/城多又兵衛
- 教育音楽.15(1)(音楽之友社、1960-01)特集 音楽教育八十年の歩み 沖縄紀行/城多又兵衛
- 教育音楽.17(3)(音楽之友社、1962-03)小学校時代の私と音楽/植野豊子、海老沢敏、城多又兵衛
- 教育音楽.26(1)(289)(音楽之友社、1971-01)書評/城多又兵衛
- 音楽大学・学校案内.昭和36年度(音楽之友社、1960)城多又兵衛
- 音楽大学・学校案内.昭和39年度(音楽之友社、1963)〔司会〕上野学園大学教授 城多又兵衛

### 解説
- コールユーブンゲン 巻I 城多又兵衛 解説 1949年3月 音楽之友社 ISBN 978-4276905030[20]
- コールユーブンゲン 巻II 城多又兵衛 解説[21]
- コールユーブンゲン 巻III 城多又兵衛 解説[21]
- ダンノーゼルのソルフェージュ上 城多又兵衛 解説 1963年5月 音楽之友社 ISBN 978-4276502000[22]
- ダンノーゼルのソルフェージュ下 城多又兵衛 解説 1963年 音楽之友社
- コンコーネ50番 中声用 城多又兵衛 解説 1952年2月 音楽之友社 ISBN 978-4276905016[23]
- コンコーネ50番 高声用 城多又兵衛 解説 1968年 音楽之友社[24]
- コンコーネ50番 低声用 城多又兵衛 解説 1949年 音楽之友社[24]
- コンコーネ25番 城多又兵衛 解説 1949年4月 音楽之友社[24]
- コンコーネ40番 アルト・バス用 城多又兵衛 解説 1973年8月 音楽之友社[24]
- コールシューレ 第1巻 城多又兵衛 解説[21]
- コールシューレ 第3巻 城多又兵衛 解説 1989/10/20 第5刷発行 音楽之友社 ISBN 978-4276907003[25]

## 主なディスコグラフィー
- 夏の魅惑 －黒潮の唄 長田幹彦[作詞]、中山晋平[作曲]、城多又兵衛、日本ビクター管絃楽団[伴奏](ビクター、商品番号:51283、1930-06)
- 燃えよ若人 西条八十[作詞]、永井健子[作曲]、徳山璉、城多又兵衛、日本ビクター管絃楽団(ビクター、商品番号:51764、1931-06)
- 樟蔭学園校歌（オーケストラ）伊賀駒吉郎[作詞]、信時潔[作曲]、城多又兵衛[指揮](ポリドール、商品番号:JP-15)
- 樟蔭学園校歌（ピアノ）伊賀駒吉郎[作詞]、信時潔[作曲]、城多又兵衛[指揮](ポリドール、商品番号:JP-15)
- 交声曲“皇太子殿下御誕生奉祝歌” 東京音楽学校:作詞 東京音楽学校(橋本國彦):作曲 バリトン独唱:澤崎定之、ソプラノ:浅野千鶴子、アルト:青木博子、テノール:城多又兵衛、バリトン:伊藤武雄、管弦楽/合唱:東京音楽学校 指揮:橋本國彦
- 全國女子中等學校合唱コンクール課題曲範唱 女聲三部合唱 うるはしの朝 武内俊子[作詞]、下總皖一[作曲]、城多又兵衞[指揮]、東京音樂學校(コロムビア、商品番号:33700_206759)
- 男声三部合唱：山はさけ 源實朝[作詞]、佐々木英[作曲]、藤井典明[独唱]、城多又兵衛[指揮]、東京音楽学校生徒(コロムビア（戦前）、商品番号:33717、1940-10)
- 女聲三部合唱 椿 水町京子[作詞]、岡野貞一[作曲]、城多又兵衞[指揮]、東京音樂學校(コロムビア、商品番号:206820_33717-B)
- 女声三部合唱：椿 水町京子[作詞]、岡野貞一[作曲]、奥野貞一[編曲]、城多又兵衛[指揮]、東京音楽学校生徒(コロムビア（戦前）、商品番号:33717、1940-10)
- 混声四部合唱：『万葉集』より 痩人を嗤ふ歌 大伴家持[作詞]、信時潔[作曲]、城多又兵衛[指揮]、東京音楽学校生徒 (コロムビア（戦前）、商品番号:33719、1940-12)
- 混声四部合唱：あかがり(古謡)[作詞]、信時潔[作曲]、城多又兵衛[指揮]、東京音楽学校生徒(コロムビア（戦前）、商品番号:33719、1940-12)
- 混声四部合唱：流浪の民 石倉小三郎[作詞]、シューマン[作曲]、下總皖一[編曲]、城多又兵衛[指揮]、東京音楽学校生徒(コロムビア（戦前）、商品番号:33719、1940-12)
- コールユーブンゲン シートレコード:全曲範唱.上（音源）(音楽之友社、1961)
- コールユーブンゲン シートレコード:全曲範唱.上（別冊）(音楽之友社、1961)
- コールユーブンゲン シートレコード:全曲範唱.下（音源）(音楽之友社、1961)
- コールユーブンゲン シートレコード:全曲範唱.下（別冊）(音楽之友社、1961)
- コンコーネ50番 シートレコード:全曲範唱.上（音源）(音楽之友社、1962)
- コンコーネ50番 シートレコード:全曲範唱.上（別冊）(音楽之友社、1962)
- コンコーネ50番 シートレコード:全曲範唱.下（音源）(音楽之友社、1962)
- コンコーネ50番 シートレコード:全曲範唱.下（別冊）(音楽之友社、1962)
- SP音源復刻盤 信時潔作品集成（2008年度（平成20年度）文化庁芸術祭大賞受賞） 日本伝統文化振興財団